# Jean Berthelier

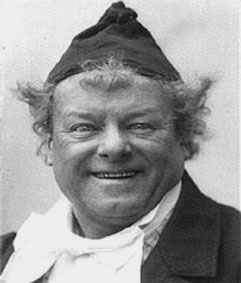
Nadar: Jean Berthelier

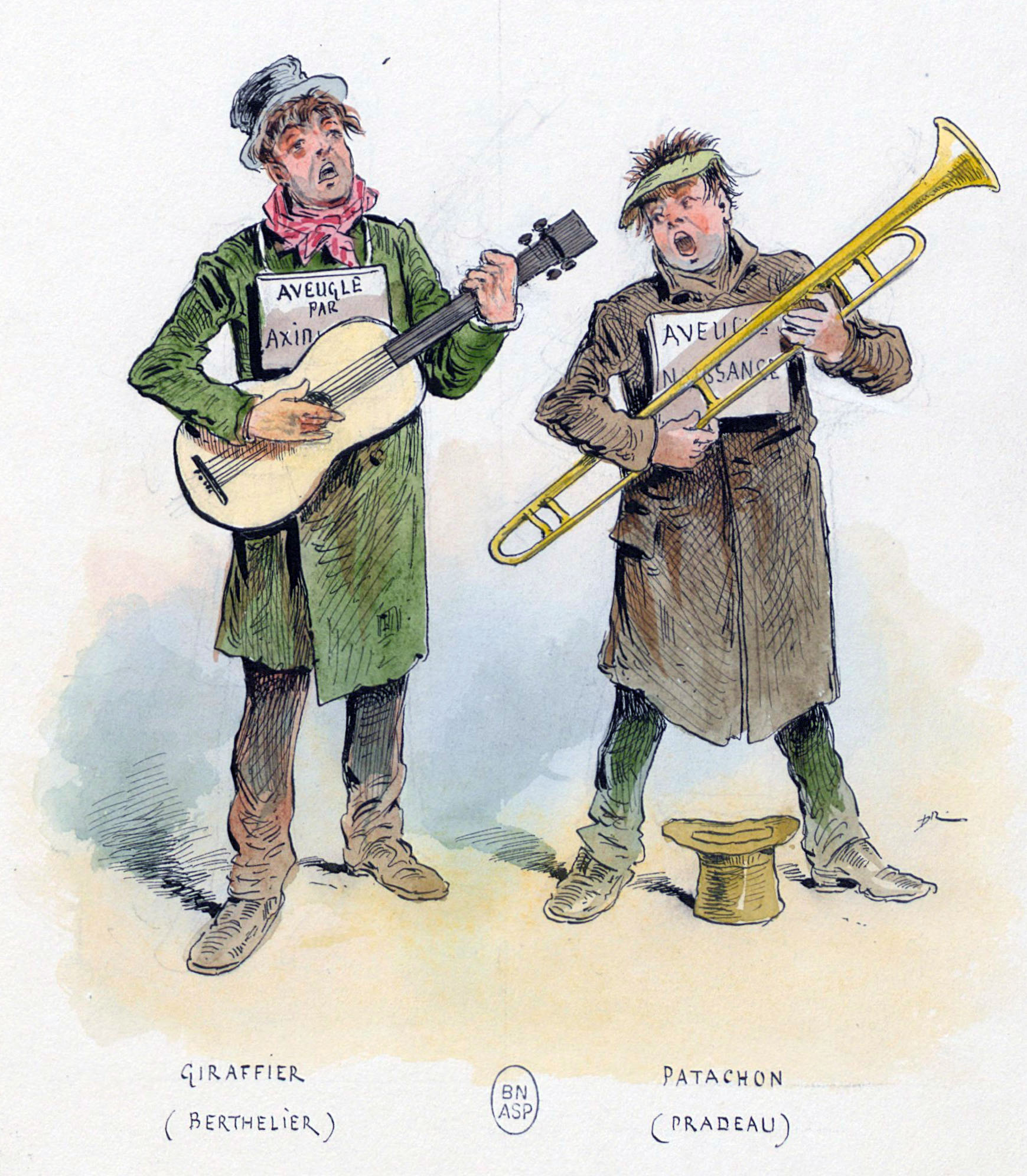
Draner: Les deux aveugles (Berthelier links mit Étienne Pradeau, 1855)

Jean-François Berthelier (geboren 14. Dezember 1830 in Panissières; gestorben 29. September 1888 in Paris) war ein französischer Operettensänger.

## Leben
Jean Berthelier war der Sohn eines Anwalts und wuchs nach dessen frühem Tod in einer Pflegefamilie auf. Er wurde zunächst Kommis in einer Buchhandlung in Lyon, wo er nebenbei in Statistenrollen am Théâtre des Célestins auftrat. 1849 debütierte er am Theater von Poitiers als Fernando in Donizettis La Favorita. 1851 kam er nach Paris und trat hier zunächst als Sänger in Café-concerts auf und komponierte eigene Stücke unter dem Künstlernamen Berthel. Das Pariser Konservatorium lehnte seinen Aufnahmeantrag für eine Gesangsausbildung ab. Am 5. Juli 1855 wurde Jacques Offenbachs Operettentheater Bouffes-Parisiens mit der Uraufführung des Zwei-Personen-Stücks Les deux Aveugles eröffnet, und Berthelier sang darin mit großem Publikumserfolg den Giraffier.
Berthelier wurde der Buffo für die Operettenproduktionen Offenbachs in den Bouffes-Parisiens, am Théâtre des Variétés, am Théâtre des Nouveautés und im Palais Royal. Unter anderem sang er in den Offenbach-Operetten Une Nuit Blanche, Le Violoneux, Ba-ta-clan (alle 1855). Berthelier soll auch Hortense Schneider entdeckt haben, die dann die große Diva in den Offenbach-Operetten wurde. Neben ihr als „jungem Huhn“ hatte er 1858 die Rolle als „alter Hahn“ in Offenbachs Jeune poule et vieux coq.
Zwischen 1856 und 1862 sang Berthelier in zwölf Opernproduktionen an der Pariser Opéra-Comique, wo er unter anderem 1856 in der Uraufführung der Oper Maître Pathelin von François Bazin mitwirkte, sowie in Le mariage extravagant von Eugène Gautier und in Barkouf von Offenbach.
Nach dem Niedergang der Offenbach’schen Operette in den 1870er Jahren verdingte sich Berthelier als Unterhalter und Sänger in Varietes. Unter den Couplets, die er vortrug, hatte Ah! Que c'est comme un bouquet de fleurs aus der Operette Le petit ébéniste großen Erfolg. Berthelier trat 1877 als Haushofmeister Zappoli in der französischen Produktion von La tzigane von Johann Strauss (Sohn) auf.